# Kalle Kiiskinen
Kalle Kiiskinen (* 6. September 1975 in Hyvinkää) ist ein finnischer Curler.
Kiiskinens erste Medaille auf internationaler Ebene war eine Silbermedaille bei der Juniorenweltmeisterschaft 1997 in Karuizawa, als er auf der Position Third im finnischen Team spielte. 
Als Second spielte Kiiskinen bei den Olympischen Winterspielen 2006 in Turin im Team Finnland mit Skip Markku Uusipaavalniemi, Third Wille Mäkelä, Lead Teemu Salo und Alternate Jani Sullanmaa. Hier erreichte die Mannschaft das Finale, das man mit 4:10 gegen die Mannschaft von Skip Brad Gushue aus Kanada verlor.
An den Weltmeisterschaften hat er bislang achtmal teilgenommen, zweimal auch als Skip des finnischen Teams (2009 und 2022). Die beste Platzierung erreichte er bei der Weltmeisterschaft 2003 mit einem vierten Platz auf der Position des Third. Bei den Europameisterschaften war er elfmal dabei, fünfmal auch als Skip (zuletzt 2023). Das beste Ergebnis konnte er bei der Europameisterschaft 2006 mit einem sechsten Platz erzielen. 